# Theodor Ferdinand Bock
Theodor Ferdinand Bock (geboren am 27. Dezember 1859 in Prag; gestorben am 14. April 1937 in Wien) war ein österreichischer Schriftsteller und Journalist. Seine schriftstellerischen Arbeiten erschienen bis 1910 unter dem Pseudonym Ferdinand Stieber.

## Leben
Bock arbeitete nach dem Studium zunächst als Buchhändler, wandte sich dann aber der Bühne zu, wo er die Freundschaft des Schauspielers Friedrich Mitterwurzer gewann. Schließlich ging er in den Staatsdienst, wurde Postbeamter und arbeitete ab 1879 auch schriftstellerisch. Durch Vermittlung von Paul von Schönthan wurde er Journalist und redigierte über ein Jahrzehnt die von ihm begründete Österreichische Familien-Korrespondenz. Ab 1910 arbeitete er als Dramaturg und Lektor zunächst für den Verlag Albert Ahn, zunächst in Bonn und dann in Berlin.
Seit 1902 war er verheiratet mit der Journalistin und Schriftstellerin Ida Bock.

## Werke
- Auferstehung zum Tode (Novelle) 1900
- Der Übermensch (Posse) 1901
- Nimbus (Roman) 1903
- Waworina (Novelle) 1904
- Bitt' für mich! (Drama) 1905
- Der fremde Herr (Lustspiel) 1906
- Ein Paar aus dem großen Gewimmel (Novelle) 1907
- Das ewige Irren (Novelle) 1909
- Das Adlerhaus (Roman) 1910
- Das neue System (Lustspiel) 1911
- Onkel Stojan (Roman) 1926
- Die Waschfrau auf Burg Gleit (Roman) 1930
- Ewig das Weib (Roman) 1931